# Rescate de los judíos daneses

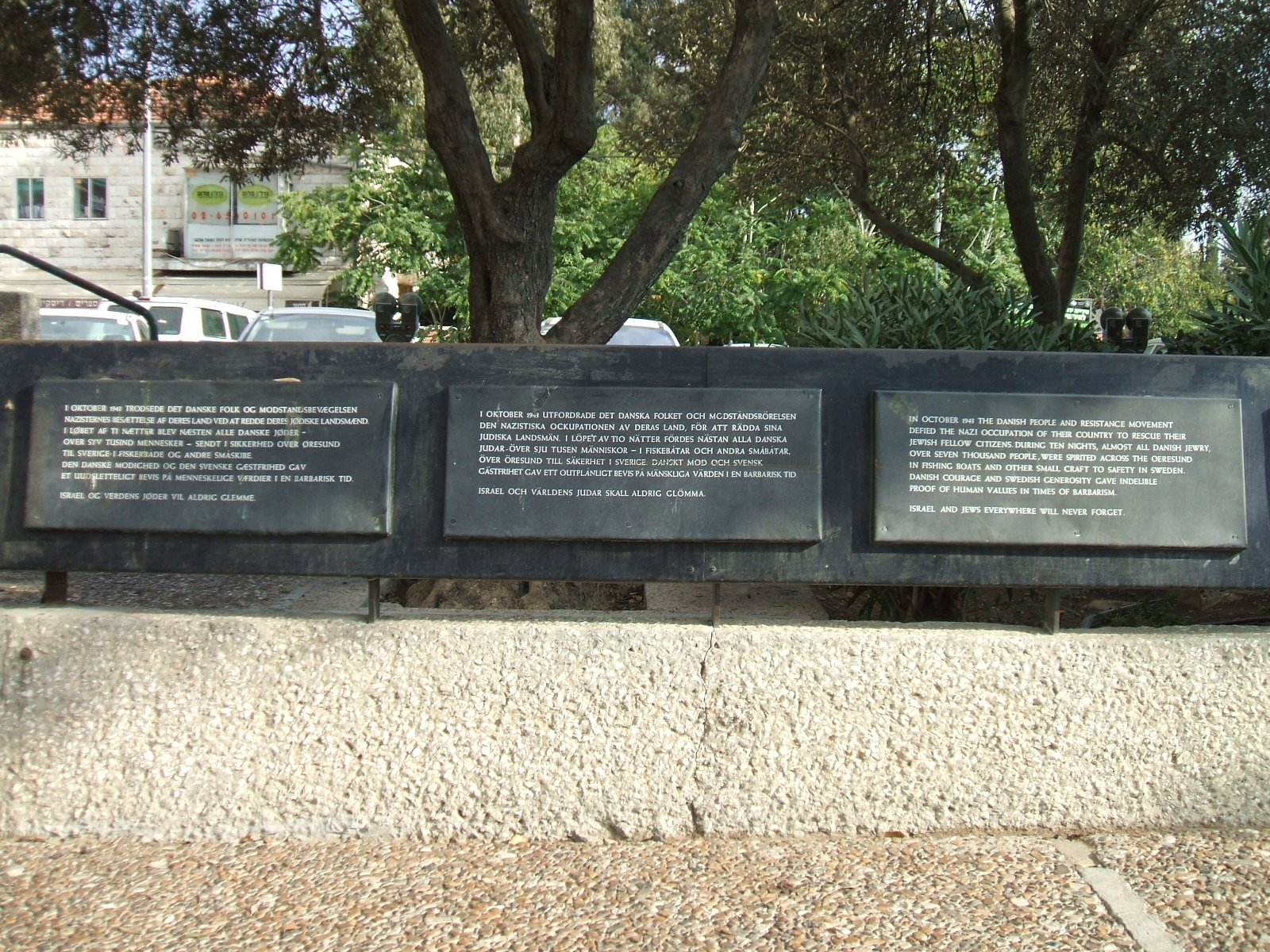
Inscripción en el Memorial de la Plaza de Dinamarca, en Jerusalén

El rescate de los judíos daneses fue un hecho histórico ocurrido durante la ocupación alemana de Dinamarca durante la Segunda Guerra Mundial. El 1 de octubre de 1943 Adolf Hitler ordenó el arresto y deportación de los judíos daneses. A pesar de un gran riesgo para el pueblo, el movimiento de resistencia danés consiguió evacuar por barco a la neutral Suecia a unos 8000 judíos daneses, gracias a la colaboración de muchos ciudadanos anónimos.
El rescate permitió la salvación del Holocausto de la inmensa mayoría de la población judía de Dinamarca. Como resultado del rescate y la intercesión danesa en nombre del 5 % de los judíos que fueron deportados al campo de concentración de Theresienstadt en Bohemia, más del 99 % de ellos sobrevivió.

## El “protectorado” alemán
El 9 de abril de 1940 la Alemania nazi invadió Dinamarca y Noruega en la Operación Weserübung. El gobierno danés consideró que la resistencia armada era inviable y provocaría un elevado número de bajas y rindió el país después de algunas escaramuzas en la misma mañana de la invasión.
El gobierno de la Alemania nazi trató de presentar a la población danesa la ocupación de su país como un “acto de protección” contra los Aliados, de modo que el país conservaría su independencia política, debido además a que el gobierno danés prometió una “cooperación leal” con los ocupantes. Esta templada acogida al invasor permitió a la propaganda nazi referirse al caso danés como el de un "protectorado modelo”. El rey Cristián X se mantuvo en el trono y el gobierno y parlamento daneses continuaron funcionando. Incluso la censura de prensa y radio fue administrada por autoridades danesas, a pesar de la existencia de autoridades de ocupación civiles y militares alemanas.
Los funcionarios daneses insistieron a los nazis durante los primeros años de ocupación en que no existía un “problema judío” en Dinamarca. A pesar de ello los alemanes se dieron cuenta de que la cuestión judía podría enturbiar las relaciones entre ambas naciones, con consecuencias económicas y políticas para Alemania. La agricultura danesa era una gran proveedora del Reich, suministrándole mantequilla y carne para 3.6 millones de personas en 1942. Por ello cuando el gobierno alemán recomendó el establecimiento de medidas antisemitas en Dinamarca se evitó en principio tratar el futuro de los judíos daneses por parte de dirigentes como Werner Best.
Sin embargo tras la visita del ministro danés de Exteriores Erik Scavenius a Berlín a finales de 1941 las autoridades teutonas, incluyendo a Hermann Göring urgieron a los daneses a “no evitar la cuestión judía”. Un periódico antisemita danés usó dichas declaraciones para azuzar contra la comunidad judía danesa. Poco después un grupo atentó con bombas incendiarias y armas automáticas en la Gran Sinagoga de Copenhague. El Estado danés respondió con firmeza imponiendo duras multas y condenas de prisión a los editores de la publicación y los supuestos pirómanos. Las autoridades alemanas interpretaron el castigo danés a los crímenes antisemitas como una señal de que no serían bien recibidas medidas contra la comunidad judía en un futuro.
Tras la derrota del Reich en Stalingrado (actual Volgogrado) y el norte de África, en el verano de 1943 los daneses pensaron que en poco tiempo se produciría un desenlace que les permitiría liberarse del yugo alemán. El incipiente movimiento de resistencia danés cada vez adquiría más fuerza incrementándose las acciones de sabotaje, huelgas generales e insurrecciones contra los ocupantes alemanes. Los alemanes presionaron a las autoridades danesas preocupados por el despertar de las protestas, presentándoles un ultimátum el 28 de agosto de 1943 para que prohibieran las protestas. Pretendían que el gobierno danés decretara asimismo el toque de queda y castigara los sabotajes con la pena capital. 
El gobierno danés entendió este ultimátum como una violación de su soberanía nacional y declaró el estado de emergencia. Los alemanes tomaron entonces como,rehenes a unos 100 daneses prominentes, incluyendo 13 judíos entre los que se encontraba Max Friediger, máxima autoridad religiosa de los judíos del país. Como respuesta a estas acciones el gobierno danés dimitió el 29 de agosto de 1943. A partir de entonces las autoridades alemanas controlaron directamente el país, perdiendo la comunidad hebrea la protección que las anteriores autoridades locales le habían brindado.

## Deportación y rescate
Perdida la protección del gobierno danés, las autoridades de ocupación iniciaron los trámites para la deportación de 8000 judíos del país a campos de concentración nazis. El 28 de septiembre de 1943 el diplomático alemán Georg Ferdinand Duckwitz reveló a Hans Hedtoft, portavoz del Partido Socialdemócrata Danés los planes de dicha operación. Antes de ello había tratado de lograr un acuerdo con Suecia para evacuar por barco a toda la población judía danesa. Las autoridades suecas, temerosas de entrar en conflicto con Alemania, solo aceptarían los judíos si la operación era aprobada por los nazis.
Hedtoft contactó con el Movimiento de Resistencia Danés y la cabeza de la comunidad judía, C.B. Henriques, quien alertó al rabino mayor en funciones de la comunidad, Marcus Melchior, puesto que Max Friediger permanecía como rehén de las nuevas autoridades alemanas desde el 29 de agosto. El 29 de septiembre todos los judíos del país fueron alertados de los planes nazis durante los servicios religiosos de la mañana en la víspera de la celebración del año nuevo judío (Rosh Hashaná). 
Las primeros compases del rescate fueron improvisados. Cuando los funcionarios daneses de distintos niveles supieron de las intenciones alemanas adoptaron de forma individual diversas medidas para ocultar a los judíos. Muchos simplemente telefonearon a sus amigos y les pidieron que avisaran a sus conocidos hebreos para que se escondiesen. La mayoría se ocultó durante varias semanas, temerosos de su destino.
Aunque la mayoría de la población judía de Dinamarca estaba oculta, podrían ser detenidos si no se les aseguraba una evacuación segura a Suecia. Durante los primeros compases de la Segunda Guerra Mundial, Suecia había dado refugio a muchos judíos noruegos salvándolos de los campos de concentración. 
Afortunadamente el físico danés Niels Bohr fue un apoyo fundamental para sus compatriotas. Había partido a Suecia, cuyas autoridades tenían las órdenes de enviarlo a los Estados Unidos sin retraso para trabajar en el ultrasecreto Proyecto Manhattan. Cuando Bohr alcanzó la costa de Suecia le dijeron que debía tomar un avión que le llevaría inmediatamente a América, si bien lo rechazó. Comunicó a las autoridades suecas y probablemente al rey Gustavo VI Adolfo que hasta que no anunciasen por radio su disposición a acoger a abrir sus fronteras y acoger a los judíos daneses él no iría a ninguna parte. Bohr dio cuenta de estas gestiones por escrito. 
Como relata el historiador Richard Rhodes, el 30 de septiembre de 1943 Bohr persuadió al rey Gustavo VI Adolfo para hacer pública su voluntad de ofrecer asilo, y el 2 de octubre del mismo año la radio sueca emitió la declaración pública de la nación a este respecto. Los historiadores están divididos respecto de la importancia de las gestiones diplomáticas de Bohr en Suecia: algunos arguyen que estando entre los rescatados no pudo haber jugado ningún papel en facilitar el rescate masivo, sin embargo Richard Rhodes y otros historiadores interpretan que las gestiones de Bohr en Suecia fueron fundamentales para que pudiera tener lugar el rescate masivo de judíos. Independientemente de cuál sea la hipótesis correcta no hay dudas de que hizo todo cuanto pudo por sus compatriotas. 
Los judíos eran evacuados de Dinamarca cruzando el estrecho de Øresund desde la isla de Selandia mediante distintas rutas dependiendo del tiempo, tardando de media menos de una hora en un mar encrespado y ventoso, como anotó Preben Munch-Nielsen en una entrevista con el Servicio de Inmigración y Control de Aduanas de los Estados Unidos (USHMM). Algunos eran trasportados en grandes barcos pesqueros de más de 20 toneladas, pero otros fueron evacuados en pequeños botes e incluso kayaks. El velero Albatros fue uno de los barcos usados para este fin. 
Algunos refugiados judíos se ocultaron en coches embarcados en los ferries de línea regular que hacían el viaje entre Dinamarca y Suecia. Este fue precisamente el método más utilizado por los más jóvenes o aquellos que por su edad eran demasiado débiles para resistir un trayecto más duro a través del mar. La resistencia abría el metro, irrumpía dentro de coches de carga sellados por los alemanes después de la inspección, ayudaba a los refugiados a entrar en los coches, y después volvía a sellar los coches con sellos falsificados o robados para evitar futuras inspecciones.
Algunos pescadores trasladaron a los judíos por dinero a Suecia. Otros solo aceptaban el pago de aquellos que podían permitírselo La resistencia danesa tuvo un papel activo organizando y financiando el rescate gracias en buena medida a millonarias donaciones de algunos empresarios daneses.
En los primeros días de la evacuación los judíos se trasladaron a puertos pesqueros de la costa danesa, hasta que la Gestapo empezó a sospechar de la intensa actividad alrededor de los mismos. En la noche del 6 de octubre 80 judíos fueron detenidos ocultos en una iglesia de Gilleleje. Una danesa enamorada de un soldado alemán los había delatado. Las siguientes evacuaciones hubieron de producirse en lugares aislados a lo largo del litoral danés. Mientras esperaban a ser evacuados los judíos se refugiaron en los bosques apartados de la costa, lejos de la mirada de la Gestapo.
Algunos de los refugiados nunca alcanzaron Suecia. Unos pocos se suicidaron, otros fueron capturados por la Gestapo cuando se dirigían a su lugar de embarque, otros naufragaron en el mar Báltico en botes mal equipados para la navegación o fueron interceptados por patrulleras alemanas. La policía portuaria danesa frecuentemente cooperaba con las fugas. En los primeros días de vigencia de la orden de deportación la Gestapo estaba desbordada y se requirió al Ejército y la Armada alemanes para que interviniesen. Quizá debido a que estaban ocupados en tareas de guerra más importantes no se mostraron muy dispuestos a intervenir y frecuentemente hacían la vista gorda ante los que huían.

## Arrestos y deportaciones
La orden de deportación fue puesta en práctica en Copenhague en la noche del 1 al 2 de octubre, el año nuevo judío (Rosh Hashaná). De este modo los alemanes querían asegurarse de que se encontrarían en sus domicilios. La persecución corrió a cargo de las SS, dos batallones de policía y 50 voluntarios daneses de las SS naturales de la capital y la zona septentrional de la isla de Selandia. Las SS se agruparon en equipos de 5 hombres, cada uno de los cuales contaba con un danés, un vehículo y un listado de 5 direcciones. 
La mayoría de estos equipos no encontró a ningún judío, aunque uno de ellos encontró cuatro en las cinco direcciones que se les dieron. Rechazaron un soborno de 15 000 coronas y destruyeron el dinero ofrecido. A los judíos arrestados se les permitió llevar sábanas, comida para 3 o 4 días y una pequeña maleta. Fueron evacuados a través del puerto de Langelinie, donde dos grandes barcos los esperaban. Algunos de los miembros de las SS danesas pensaban que los judíos serían enviados a Danzig.
El 2 de octubre comunistas daneses detenidos presenciaron la deportación por barco de 200 judíos desde Langelinie a Wartheland. De estos una pareja joven convenció a los alemanes de su no ascendencia judía y fueron liberados. El resto incluía madres con niños, enfermos y mayores, así como el rabino mayor Max Friediger y los otros 12 rehenes judíos antes mencionados, que habían sido encarcelados en el campo danés de Horseroed, entre el 28 y 29 de agosto. Fueron conducidos bajo el puente sin su equipaje mientras les gritaban, pateaban y golpeaban. Los alemanes cogieron todos los objetos de valor de su equipaje. 
Su desembarco al día siguiente en Swinemunde fue todavía más cruel, aunque no se produjeron bajas. Allí se les dividió en dos grupos, y fueron conducidos a dos transportes de ganado, aproximadamente un centenar por transporte. Durante la noche, aún encerrados en los transportes de ganado, una madre judía gritó que su hijo había muerto. En comparación, a los comunistas daneses se los transportaba en vehículos de "solo" cincuenta personas. De cualquier forma, pronto empezaron a sufrir por el calor, la sed y la falta de ventilación. Más adelante, el 5 de octubre, poco antes de ser desembarcados en Danzig (actual Gdansk), recibieron agua por primera vez desde que abandonaron Copenhague.
Solo 450 judíos daneses fueron capturados por las autoridades alemanas, la mayoría de los cuales fueron enviados al campo de concentración de Theresienstadt, en la actual República Checa. Tras la deportación destacadas autoridades danesas persuadieron a los alemanes para aceptar envíos de comida y medicamentos a los prisioneros. Además Dinamarca persuadió a los alemanes para que no deportasen a los judíos daneses a los campos de exterminio. 
Esto se logró mediante la presión política, usando a la Cruz Roja Danesa para comprobar con frecuencia las condiciones en que se encontraban los judíos daneses en Theresienstadt. Algunos de los 51 judíos de mayor edad que allí se encontraban murieron hasta que en abril de 1945, con el cercano final de la guerra, los alrededor de 400 judíos supervivientes fueron entregados al conde de Wisborg, Folke Bernadotte, jefe de la Cruz Roja Sueca. Las bajas entre los judíos daneses durante el Holocausto fueron de las más bajas entre las naciones ocupadas de Europa.
Yad Vashem ha registrado asimismo el caso de 102 judíos daneses que murieron en el Holocausto.

## El mito de los daneses y la estrella amarilla
Hay un mito popular que se refiere al momento en que supuestamente los nazis ordenaron a los judíos daneses identificar su condición con un brazalete con la estrella de David pintada en amarillo. A diferencia de lo que sucedió en los Países Bajos esta orden jamás se dio en este caso. Algunas versiones de esta leyenda indican que el rey Cristián X optó por lucir esta estrella, siguiendo el pueblo danés su ejemplo como manera de inutilizar la orden alemana.
El mito parece haber surgido en un moderno cómic publicado en un diario sueco. Dicho cómic mostraba al rey danés asegurando al primer ministro que si se imponía dicha orden "todos llevaremos estrellas amarillas".
Un estudio reciente muestra sin embargo que la extensión del mito no fue debida al cómic, sino que se originó en las oficinas de la Asociación Nacional Danesa-Americana (NADA, por sus siglas en inglés) en donde un grupo de daneses trabajaban en una unidad propagandística denominada "Friends of Danish Freedom and Democracy", que publicaba una revista llamada The Danish Listening Post. Este grupo contrató a Edward L. Bernays, "The father of Public Relation and Spin" como asesor. Aunque mucha gente lo desconoce Bernays fue el inventor de la historia sobre el rey y la estrella amarilla.
Los hechos desmienten la leyenda. Aunque las autoridades danesas cooperaron con las fuerzas de ocupación, se opusieron sin embargo (con el apoyo de la mayoría de la población danesa) al aislamiento de cualquier grupo de población, en especial la comunidad judía que se encontraba bien integrada. La decisión de deportar a los judíos daneses chocó con la oposición de la Iglesia y todas las fuerzas políticas -salvo el títere Partido Nacional Socialista Danés de los Trabajadores (DNSAP)-, que inmediatamente denunciaron la acción y llamaron a la solidaridad con los compatriotas judíos. Por primera vez todas estas fuerzas se opusieron abiertamente a la ocupación. Los obispos daneses se pusieron de acuerdo en una carta pastoral dirigida a todos los ciudadanos. La carta fue distribuida entre todos los sacerdotes daneses para ser leída en las iglesias al siguiente domingo. Se trataba en sí misma de una decisión bastante polémica, puesto que la iglesia danesa es una institución descentralizada y apolítica que carece de un liderazgo central.
El fallido intento de deportación alemán y las acciones que desde todos los estratos sociales se tomaron para salvar al mayor número de judíos posible catalizaron el cada vez mayor movimiento de resistencia antinazi en Dinamarca. El rescate de los judíos en octubre de 1943 marcó un cambio fundamental en la percepción de la ocupación por parte de la mayoría de la población danesa, dando una base en la psique individual del pueblo danés para asentar este mito.
Pocos días después de iniciarse la persecución, una pequeña noticia en el New York Daily News informó del mito sobre la supuesta decisión del rey danés de llevar la estrella de David. La leyenda ganó popularidad al ser mencionada en la novela Éxodo de Leon Uris y su subsiguiente adaptación cinematográfica, si bien todos los historiadores actuales coinciden en que es falsa.

## "Justo entre las naciones"
El Movimiento de Resistencia Danesa, como un esfuerzo colectivo más allá de sus miembros, ha sido galardonado en Yad Vashem (Israel) como merecedor de la mención "Justo entre las Naciones". También se galardonó a algunos daneses que no formaban parte del movimiento oficial de resistencia y a Georg Ferdinand Duckwitz.